# 岩見沢市立南小学校
岩見沢市立南小学校（いわみざわしりつ みなみしょうがっこう）は、北海道岩見沢市9条東にある市立小学校。

## 沿革
- 1906年（明治39年）
  - 4月1日 - 北海道空知郡岩見沢市南尋常小学校創立（学級数3・児童数205・教員数3）。
  - 12月8日 - 校舎落成し、開校式挙行。
- 1907年（明治40年）3月31日 - 第1回卒業式挙行（修業4ヶ年）。
- 1910年（明治43年）3月31日 - 尋常科6ヶ年制度の第1回卒業式挙行。
- 1915年（大正4年）4月1日 - 校旗決定。
- 1916年（大正5年）5月5日 - 校章・校歌制定。
- 1924年（大正13年）6月30日 - 現在の校旗制定。
- 1931年（昭和6年）11月3日 - 開校25周年記念式典挙行。
- 1941年（昭和16年）4月1日 - 国民学校令により、南国民学校と改称。
- 1947年（昭和22年）
  - 4月1日 - 学制改革により、南小学校と改称。
  - 11月3日 - 開校40周年記念式典挙行。
- 1954年（昭和29年）8月30日 - PTAにより、給食製パン室設立。
- 1956年（昭和31年）10月20日 - 開校50周年記念と増築落成記念の両式典挙行。
- 1961年（昭和36年）4月6日 - 特殊学級開設。
- 1966年（昭和41年）10月16日 - 開校60周年記念式典挙行。
- 1970年（昭和45年）1月1日 - 新設開校した美園小学校に、分離し、410名の児童を転籍。
- 1974年（昭和49年）8月18日 - 新築工事起工式。
- 1975年（昭和50年）8月24日 - 新校舎へ移転。
- 1976年（昭和51年）11月28日 - グラウンド南側に「南風山」（PTA）、前庭「南風園」（同窓会）を造成
- 1980年（昭和55年）9月30日 - バックネット完成。
- 1986年（昭和61年）10月19日 - 開校80周年記念式典挙行。
- 1992年（平成4年）4月1日 - 岩見沢市ボランティア指定校になる。
- 1995年（平成7年）11月1日 - コミュニティスクール指定。
- 1996年（平成8年）
  - 9月1日 - 遊具施設新設。
  - 10月27日 - 開校90周年記念式典挙行。
- 1997年（平成9年）
  - 10月1日 - 職員室放送機器整備
  - 10月20日 - コンピュータ室設置。
- 1998年（平成10年）9月4日 - グラウンド暗渠工事完了。
- 1999年（平成11年）11月30日 - 視聴覚室にマルチメディア機器設置。
- 2000年（平成12年）10月16日 - 職員室・放送室放送機器整備。
- 2002年（平成14年）10月25日 - プレイルーム等改修工事完了。
- 2003年（平成15年）11月26日 - 視聴覚室改修工事及びパソコン20台設置完了。
- 2004年（平成16年）
  - 8月4日 - 新規ノートパソコン20台設置完了。
  - 9月26日 - PTAによる児童玄関前手摺りペンキ塗り。
- 2005年（平成17年）
  - 1月16日 - PTAによる各教室ペンキ塗り。
  - 8月20日 - PTAによる廊下壁ペンキ塗り、クロス張り替え作業。
- 2006年（平成18年）10月29日 - 開校100周年記念式典挙行、祝賀会開催。
- 2008年（平成20年）4月 - 全校縦割り班による清掃開始。
- 2016年（平成28年）12月5日 - 新校舎完成し、全域使用開始。
- 2017年（平成29年）11月22日 - 開校110周年記念と校舎落成記念の両式典挙行。
- 2020年（令和2年）4月1日 - 南小学校コミュニティ・スクール発足。

## 学区
- 6条西1丁目～6条西4丁目（6条通りの南側）、7条西1丁目～7条西4丁目、8条西1丁目～8条西5丁目、9条西1丁目～9条西5丁目、9条西6丁目～9条西11丁目 （利根別川より南側）、10条西1丁目～10条西5丁目、11条西1丁目～11条西5丁目、12条西1丁目～12条西5丁目、13条西1丁目～13条西5丁目、6条東1丁目（6条通りの南側）～6条東2丁目、7条東1丁目～7条東2丁目、7条東3丁目～7条東6丁目の利根別川及びポントネ川より南側、7条東7丁目～7条東9丁目の7条通りより南側、8条東1丁目～8条東6丁目、9条東1丁目～9条東9丁目、10条東1丁目～10条東7丁目11条東1丁目、12条東1丁目、鳩が丘全域、春日町丁目全域、並木町全域、緑が丘2丁目・3丁目、東山1丁目～4丁目、東山5丁目（1番～4番及び9番～10番）、東山10丁目、東山町の一部[1]

## 交通
- 北海道中央バス岩見沢ターミナルから、かえで団地循環線（系統1または系統2）で「10条東2丁目」バス停下車後、すぐ近く。

## 周辺
- 国道12号岩見沢バイパス
- 岩見沢市温水プール - 敷地が隣接。
- みなみ公園 - 敷地が隣接
- ひまわり公園
- 学校法人松本学園よいこのくに幼稚園 - 進級前幼稚園のひとつ
- 小鳩公園
- 岩見沢市営住宅
- 北海道札幌方面岩見沢警察署
- 岩見沢市役所
  - 岩見沢市議会議員会館
- 岩見沢児童相談所